# Louis-Olivier Taillon

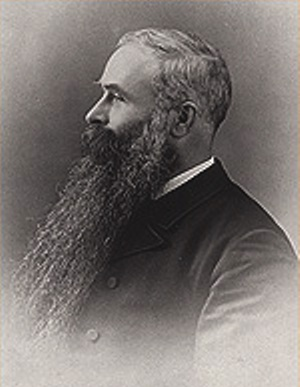
Louis-Olivier Taillon

Sir Louis-Olivier Taillon, PC, QC (* 26. September 1840 in Terrebonne; † 25. April 1923 in Montreal) war ein kanadischer Politiker. Er war der achte Premierminister der Provinz Québec und regierte zweimal. Seine erste Amtszeit dauerte lediglich vier Tage, vom 25. bis zum 29. Januar 1887. Das zweite Mal regierte er vom 16. Dezember 1892 bis zum 11. Mai 1896. Von 1887 bis 1896 hatte er den Vorsitz der Parti conservateur du Québec inne. Im Jahr 1896 gehörte er etwas mehr als zwei Monate der Bundesregierung an.

## Biografie
Taillon, der Sohn eines Bauern, absolvierte das Collège Masson in Terrebonne. Nach dem Schulabschluss wollte er ursprünglich Priester werden und unterrichtete von 1856 bis 1862 an seiner ehemaligen Schule, bis er es sich anders überlegte und eine juristische Karriere einschlug. 1865 erhielt er die Zulassung als Rechtsanwalt und praktizierte als Partner mehrerer prominenter Anwälte, darunter Lomer Gouin. Taillon, ein Anhänger des Ultramontanismus, war Mitverfasser des Parteiprogramms der Parti conservateur du Québec, das stark von der römisch-katholischen Morallehre geprägt war. Außerdem beriet er den Montrealer Bischof Ignace Bourget bei Auseinandersetzungen mit liberalen Katholiken.
1875 trat Taillon zur Wahl der Nationalversammlung von Québec an und war im Wahlbezirk Montréal-Est erfolgreich. Er unterstützte die Regierung von Charles-Eugène Boucher de Boucherville und setzte sich im Parlament für seine ultramontanen Anliegen ein. Bouchervilles Nachfolger Joseph-Adolphe Chapleau ernannte Taillon im März 1882 zum Sprecher der Nationalversammlung, der dieses Amt bis März 1884 innehatte. Ab Januar 1884 war er Attorney General unter John Jones Ross. Taillon und Ross befürworteten die Hinrichtung des Métis-Rebellenführers Louis Riel, was in ultramontanen Kreisen innerhalb der Partei zu heftigen Protesten führte.
Der Liberale Honoré Mercier nutzte die Empörung in der Bevölkerung und gewann die Wahl im Oktober 1886. Taillon verlor seinen Sitz, wurde aber zwei Monate später im Wahlbezirk Montcalm wiedergewählt. Auf Druck der Bundesregierung blieb Ross noch einige Monate im Amt, um die Liberalen nicht schon vor der Unterhauswahl an die Provinzregierung kommen zu lassen. Schließlich musste er dem parteiinternen Druck nachgeben und am 25. Januar 1887 als Premierminister zurücktreten. Doch auch der zum neuen Premierminister und Parteivorsitzenden bestimmte Taillon konnte nicht genügend Unterstützung finden, sodass die neue Regierung nach nur vier Tagen auseinanderbrach.
Taillon lehnte einen angebotenen Richterposten ab und zog die Rolle des Oppositionsführers vor. Der Chaleur-Bucht-Skandal zwang Mercier im Dezember 1891 zum Rücktritt, woraufhin die Konservativen unter Boucherville wieder an die Macht gelangten. In der neuen Regierung war Taillon Minister ohne Geschäftsbereich. Boucherville trat am 16. Dezember 1892 zurück, da er nicht unter Vizegouverneur Joseph-Adolphe Chapleau arbeiten wollte, woraufhin Taillon den Auftrag zur Regierungsbildung erhielt. Er trat mehr als Verwalter denn als politische Führungspersönlichkeit in Erscheinung und verfolgte einen harten Sparkurs. Ab Oktober 1894 amtierte er zusätzlich als Schatzmeister der Provinz.
Am 11. Mai 1896 übergab Taillon das Amt des Regierungschefs an Edmund James Flynn. Grund dafür war die zehn Tage zuvor erfolgte Berufung in das Bundeskabinett von Charles Tupper. In diesem war führte er das Postministerium. Die Konservativen verloren die Unterhauswahl 1896 und Taillon wurde im Wahlbezirk Chambly-Verchères nicht gewählt, weshalb er am 8. Juli von seinem Ministerposten zurücktreten musste. Obwohl er nie mehr zu Wahlen antrat, unterstützte er die Konservativen weiterhin bei öffentlichen Auftritten. Er starb 1923 und wurde auf dem Friedhof Notre-Dame-des-Neiges in Montreal beigesetzt.